# 元帥 (德國)
元帥（源自古高地德語 ，意為“司儀、馬夫”）是德意志地區的一個軍銜。在德意志邦國和神聖羅馬帝國的境內，稱帝國元帥（德語：Reichsgeneralfeldmarschall），在哈布斯堡君主國、奧地利帝國和奧匈帝國，該頭銜為 。 該軍銜相當於德意志帝國海軍第三帝國海軍的大上將，為五星軍階，與當今北約部隊的OF-10相當。

## 奥地利和奥匈帝国

奥匈帝国陆军（k.u.k.）的陆军元帅（Feldmarschall）的肩章

该军衔在奥地利帝国时期被称为“皇帝的陆军元帅”（德語：Kaiserlicher Feldmarschall），在奥匈帝国则称为“皇帝暨国王的陆军元帅”（德语：Kaiserlicher und königlicher Feldmarschall；匈牙利语：Császári és királyi tábornagy）。这一头衔源于早期神圣罗马帝国时期的使用传统。皇帝兼国王通常以当然身份（ex officio）拥有该军衔，其他军官则视情况晋升。在1914年至1918年间，共有十人获得该军衔，其中四位是哈布斯堡-洛林王朝的成员。

## 德国和普鲁士

### 普鲁士王国与德意志帝国

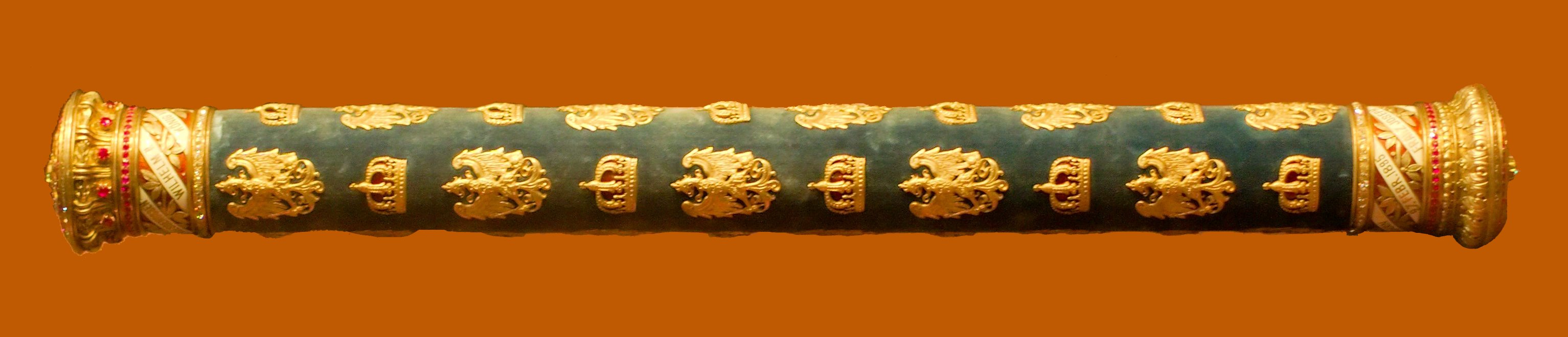
1895年授予奧地利皇帝弗朗茨·約瑟夫一世的普魯士元帥杖

在普鲁士王家陆军、后来的德意志帝国陆军以及纳粹德国的国防军中，陆军元帅（Generalfeldmarschall）军衔享有诸多特权，如晋升贵族、与内阁部长同等礼节地位、有权直接向普鲁士国王报告，并配有固定护卫。
1854年，为了晋升普鲁士王储威廉（即后来的德意志皇帝）而不违反只有在决定性胜利或攻占要塞、重镇后方可授予元帅军衔的规定，设立了大将（Generaloberst）军衔。该军衔在德国海军中的对应军衔为海军上将（Generaladmiral）。
1870年，普鲁士的腓特烈·卡尔亲王和王储腓特烈·威廉因在普法战争中指挥军队作战，成为首批被授予陆军元帅军衔的普鲁士親王。
该军衔的尊贵地位在第一次世界大战中进一步凸显，仅有五位德国军官（不包括对皇族和外国将领的荣誉授予）被授予该衔：保罗·冯·兴登堡、奥古斯特·冯·马肯森、卡尔·冯·比洛、赫尔曼·冯·艾希霍恩与雷穆斯·冯·沃伊尔施。仅有一位海军军官亨宁·冯·霍尔岑多夫被授予大上将（Großadmiral）军衔。诸如埃里希·鲁登道夫、埃里希·冯·法金汉、赖因哈德·舍尔等著名指挥官均未获得元帅或大将军衔。

### 纳粹德国
在第二次世界大战前，阿道夫·希特勒重新启用该军衔，并于1936年4月20日将国防部长大将维尔纳·冯·布隆贝格晋升为陆军元帅，1938年2月4日又将航空部长赫尔曼·戈林晋升为该衔。在战争初期，该衔为纳粹德国国防军中的最高军衔，直到1940年7月1940年陆军元帅授衔仪式中戈林被授予新设的更高军衔帝国元帅。海军中对应军衔为大上将（Großadmiral）。
与威廉二世相比，希特勒更频繁地授予该衔，共计有25名陆军与空军军官、两名海军大将获得；其中奥地利将军爱德华·冯·伯姆-厄尔莫利的晋升为荣誉性质。1940年7月19日，在法国战役胜利后，希特勒晋升了九位陆军大将和三位空军将领为陆军元帅：瓦尔特·冯·布劳希奇、威廉·凯特尔、格尔德·冯·伦德施泰特、费奥多尔·冯·博克、威廉·冯·勒布、威廉·李斯特、君特·冯·克卢格、埃尔温·冯·维茨莱本、瓦尔特·冯·赖歇瑙（陆军）；阿尔贝特·凯塞林、埃哈德·米尔希、胡戈·施佩勒（空军）。
1942年，又有三人晋升：埃尔温·隆美尔（6月22日，因攻占托布鲁克）、埃里希·冯·曼施坦因与格奥尔格·冯·屈希勒（6月30日，因攻占塞瓦斯托波尔与指挥北方集团军群）。1943年1月30日，希特勒通过战地电台将弗里德里希·保卢斯（斯大林格勒战役中的第6集团军司令）晋升为元帅，企图激励其“战至最后”或自尽，因為“从未有普鲁士元帅被俘”。但次日保卢斯仍选择投降，并称：“我不打算为了这个巴伐利亚下士而死。”
尽管希特勒表示“这是我这场战争中最后一次授予元帅军衔”，但在次日仍晋升恩斯特·布施、保罗·路德维希·冯·克莱斯特、马克西米利安·冯·魏克斯等三人。不久又授予沃尔夫拉姆·冯·里希特霍芬元帅衔。
1944–1945年期间又有三人晋升。瓦尔特·莫德尔在1944年初晋升，并为最后一位获得权杖的元帅；费迪南德·舍尔纳于1945年4月5日晋升，并在希特勒遗嘱中被任命为陆军总司令。1945年4月25日，希特勒在戈林失宠后将罗伯特·冯·格赖姆晋升为空军总司令与元帅，成为历史上最后一位德国陆军元帅。
该军衔待遇优厚，不仅有固定薪资，还有1939年起的每月2,000–4,000帝國馬克免税津贴（折合现代欧元为€8,368–16,736），并可获赠礼金，如勒布就曾获赠250,000帝國馬克。
但晋升并不代表永久信任。随着战争局势恶化，希特勒解除了多位元帅职务，包括布劳希奇、博克、勒布、李斯特（1942年）、克莱斯特、曼施坦因、施佩勒（1944年）、伦德施泰特与魏克斯（1945年3月）。埃里希·雷德尔因舰队争议于1943年辞职。莫德尔虽战绩卓著，但最终失宠并自尽。米尔希曾试图取代戈林失败；戈林最终亦被开除。舍尔纳在战争最后阶段逃离岗位。克卢格、维茨莱本与隆美尔则因参与或被怀疑参与7月20日密谋案被处死或被迫自尽。战末仅剩凯特尔、凯塞林、格赖姆与卡尔·邓尼茨仍留任。

### 民主德国
德意志民主共和国（东德）的国家人民军于1982年3月25日设立德意志民主共和国元帅军衔，可由国家委员会在战争或特殊功勋时授予，但从未有任何人获得。

### 联邦德国
陆军元帅、上将、大将与海军上将等军衔不再出现在联邦国防军（1956年成立）中。目前最高军衔为大将与海军上将。
根据《德国基本法》第65a条，联邦国防部长在和平时期为联邦国防军总司令。战时此职权转由德国总理。联邦国防军总监察长为军事首长，领导武装部队指挥参谋部（德語：Führungsstab der Streitkräfte）。